# عمار بن صیف‌الدین
عمار بن صیف‌الدین (انگلیسی: Amar Bensiffedine؛ زادهٔ ۱۹۳۸ (۸۶–۸۷ سال)) بازیکن فوتبال اهل مراکش بود.
وی همچنین در تیم ملی فوتبال مراکش بازی کرده‌است.